# Evangelho de Matias
O Evangelho de Matias é um texto perdido dentre os Apócrifos do Novo Testamento, atribuído à Matias, o apóstolo escolhido para suceder Judas Iscariotes (Atos 1:15–26). O conteúdo pode ser inferido através de diversas descrições dele em trabalhos antigos dos pais da Igreja. Há pouquíssima evidência para concluir se Tradições de Matias é o mesmo tratado, como afirma J;B. Matthews em The Anchor Bible Dictionary (IV:644).

## Referências históricas

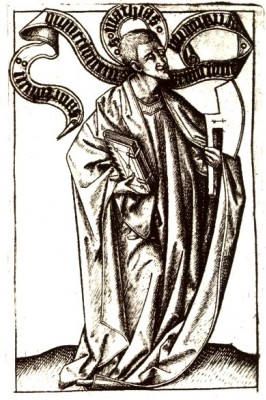
São Matias